# ジェームズ・タレル
ジェームズ・タレル（James Turrell、1943年5月6日 - ）は、アメリカ合衆国の現代美術家。主として光と空間を題材とした作品を制作している。光を知覚する人間の作用に着目し、普段意識しない光の存在を改めて認識させようとするインスタレーションを多数制作している。

## 来歴
カリフォルニア州ロサンゼルス生まれ。1965年にポモナカレッジで知覚心理学（ガンツフェルドの研究を含む）で学士号を取得、同校で数学、地質学、天文学を学び、カリフォルニア大学アーバイン校大学院で芸術の研究を行った後、1973年にクレアモント大学院大学で芸術修士号を取得した。
彼はカリフォルニア大学の大学院に入学し、光の投影の関する作品の研究・制作に取り組んだ。しかし、彼は若者がベトナム戦争の徴兵を忌避できる方法を指導したとして、1966に不当に逮捕されてしまった。1973年、彼はクレアモント大学からマスターの称号を与えられた。1960年代後半から作品の発表を続け、世界中の美術館での個展を多数行っている。日本では1995年に水戸市の水戸芸術館での個展を皮切りとし、1998年には埼玉県立近代美術館・世田谷美術館他で巡廻展が行われた。
飛行機の免許も持っており、高空の青い光など、その飛行体験からも作品のインスピレーションを得ている。

## 作品の特徴
作品は、たとえば暗い壁に光を投射して、触れそうで重さもありそうな「光のかたまり」が壁から飛び出ているように見せたり、天井が開いた部屋で空の光の色が時々刻々と変わっていくさまを見せ、それに補色の光を加えて空の色を濃くしたり変えたり、また真っ暗闇の部屋の中に観客を入れて、暗さに慣れてきた頃に光のスクリーンが見えはじめる、といったものがある。
彼の作品は、
1. 屋内に設置され、プロジェクターなど人工の光や、天井などからの自然光を使った作品
2. 『ソフト・セル』や『ガスワークス』など、人間一人が入り、感覚を遮断したり操作したりする作品
3. 光を感じることのできる場所作り（『ローデン・クレーター』）

に大別できる。彼は光と知覚をコントロールしてそれを完璧に体験するために、インスタレーション方法や展示空間にも細心の注意を払ってきた。多くの場合は、展示場所に合わせて作品を新しく制作したり形を変えたりする。また、光を発生させたり個人体験型の巨大機械を作るなどしているが、技術の使用を強く打ち出すテクノロジー・アートやメディア・アートには分類できない。彼の場合、使用する機械や技術はあまり高度でなくても、知覚に対して最大の効果をあげることができるからである。
近年では、美術館に作品を恒久展示することが増えてきた。ニューヨーク市のP.S.1コンテンポラリー・アート・センター（現在はニューヨーク近代美術館の一部として運営されている）に1986年に作品を恒久設置したのを皮切りに、ドイツやイスラエルなどの美術館に、空を見るための天井が開いた部屋などの作品が据え付けられている。日本でも、新潟、金沢、香川、熊本など彼の作品を常に体験できる場所が増えた。

## ライフワーク、『ローデン・クレーター』

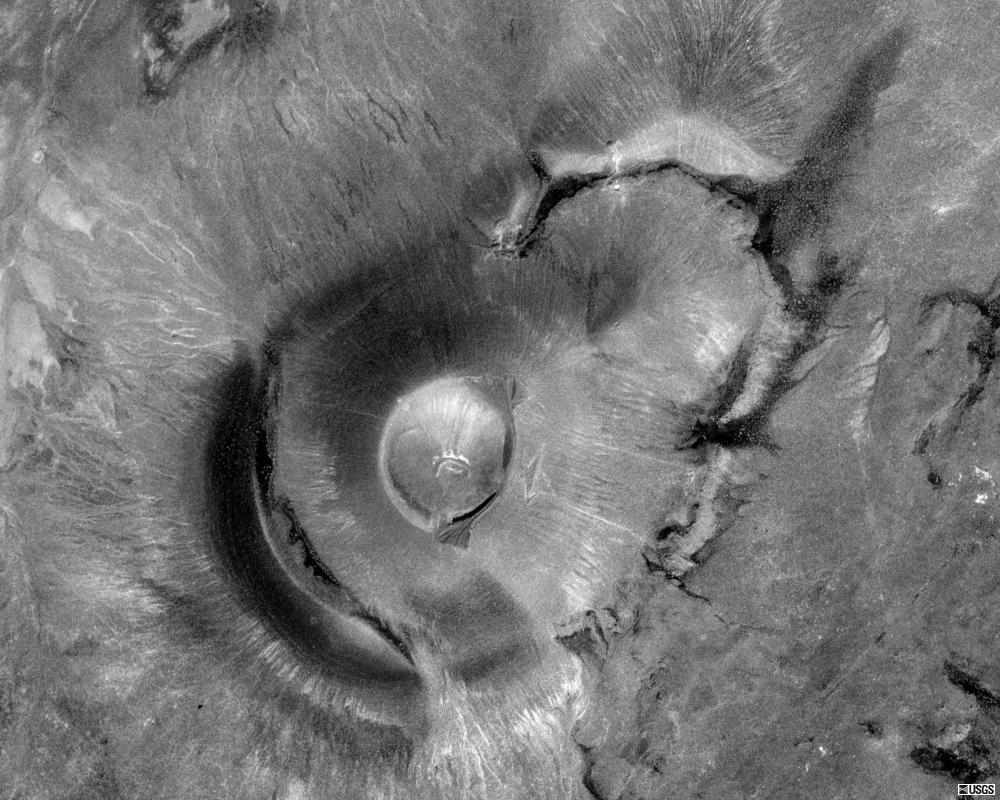
ローデンクレーターの衛星写真

彼の最大の作品でライフワークとなっているのが、『ローデン・クレーター』(Roden Crater)である。このクレーター（噴火口）は、アリゾナ州のフラッグスタッフのはるか郊外、標高2000mを超え空気の透明度の高い高地砂漠地帯（ペインテッド・デザート）にあり、約40万年前にできた。サンフランシスコ火山地帯に位置し、ほぼ円形で縁が高くて美しい直径約300m、高さ約200mの噴火口である。1975年ごろに見つけた後、地主らを説得して購入し、以後1979年から今まで細々と建設作業が続いている。
タレルはクレーターの縁を完全に円形にする土木作業から行い、いずれはこの天然のすりばちを、宇宙のパノラマを眺める巨大な裸眼天文台にする考えを持つ。クレーターの底から空を見るだけで、青空が縁取られドーム状に見える現象が起こるほどのクレーターに、さらに11の地下室と数百mにわたる地下トンネルを掘り、そこを太陽や月など天体の動きにあわせてトンネルからの光が差し込み、様々な光の存在を実感できるような場所になることを意図している。これが完成すれば、ランド・アートの作品としても最大規模のものとなる。

## 作品

### 日本で見られるタレルの作品

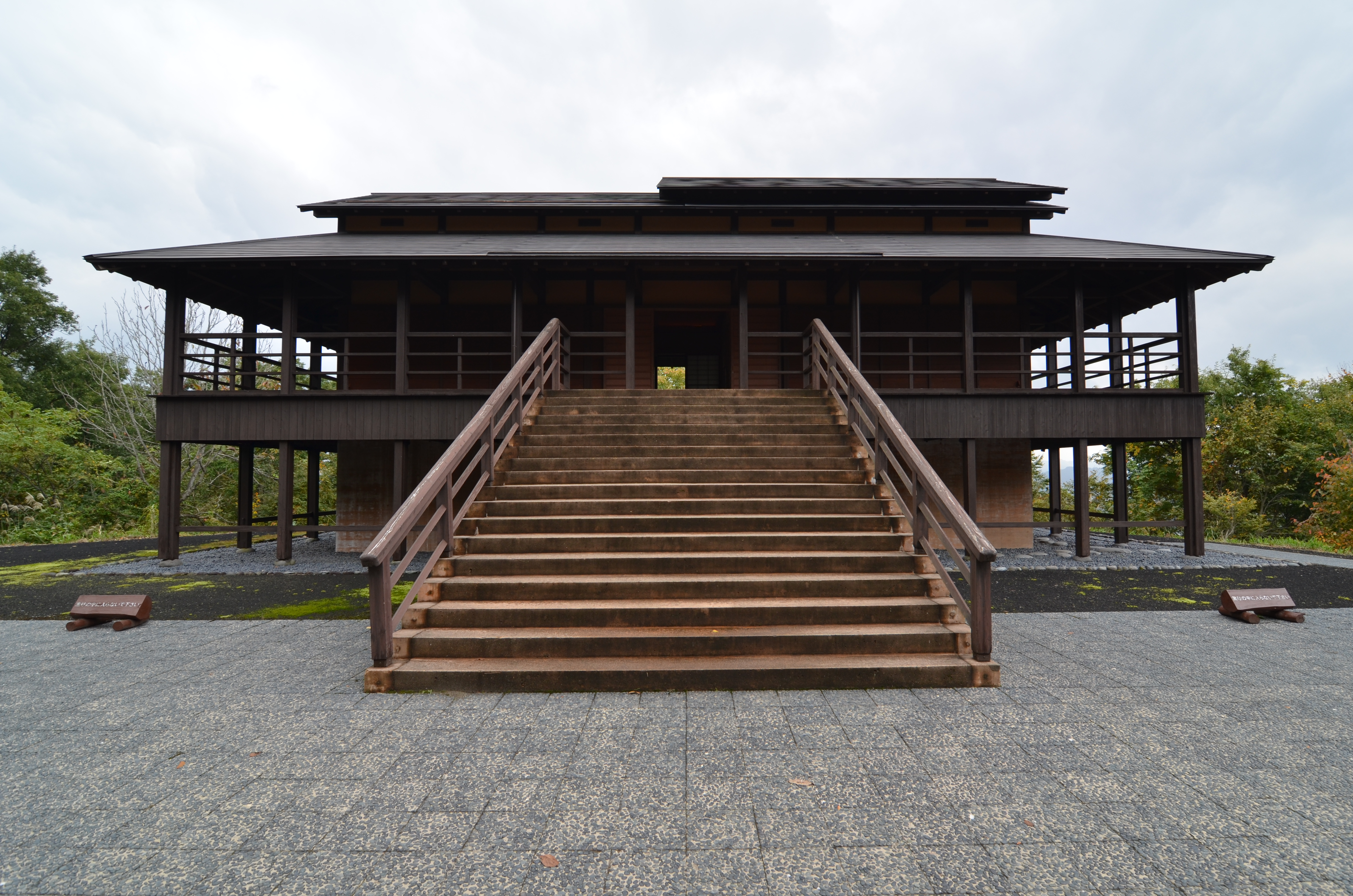
光の館（外観）

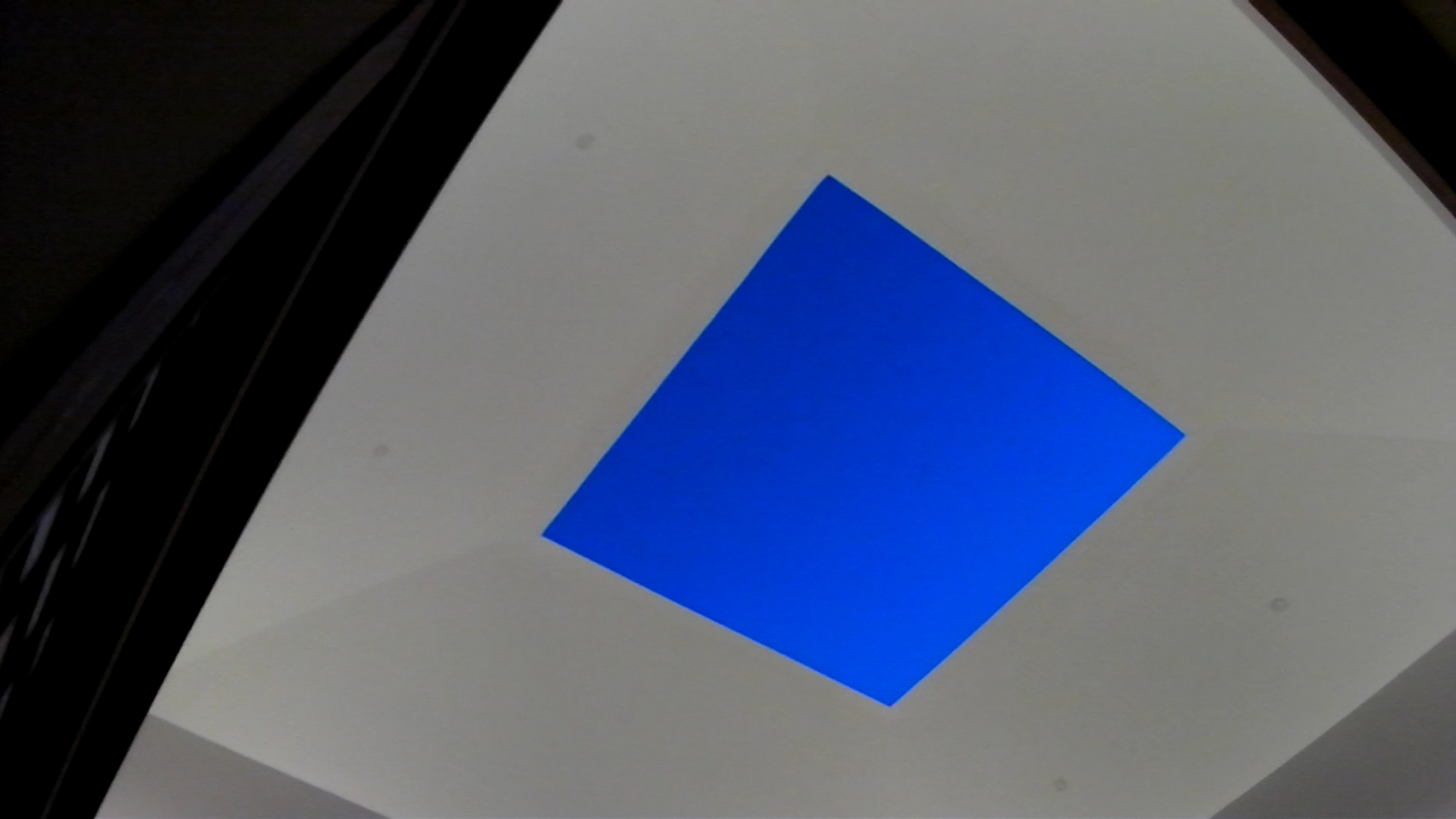
「アウト・サイドイン」（日没時のプログラム中）

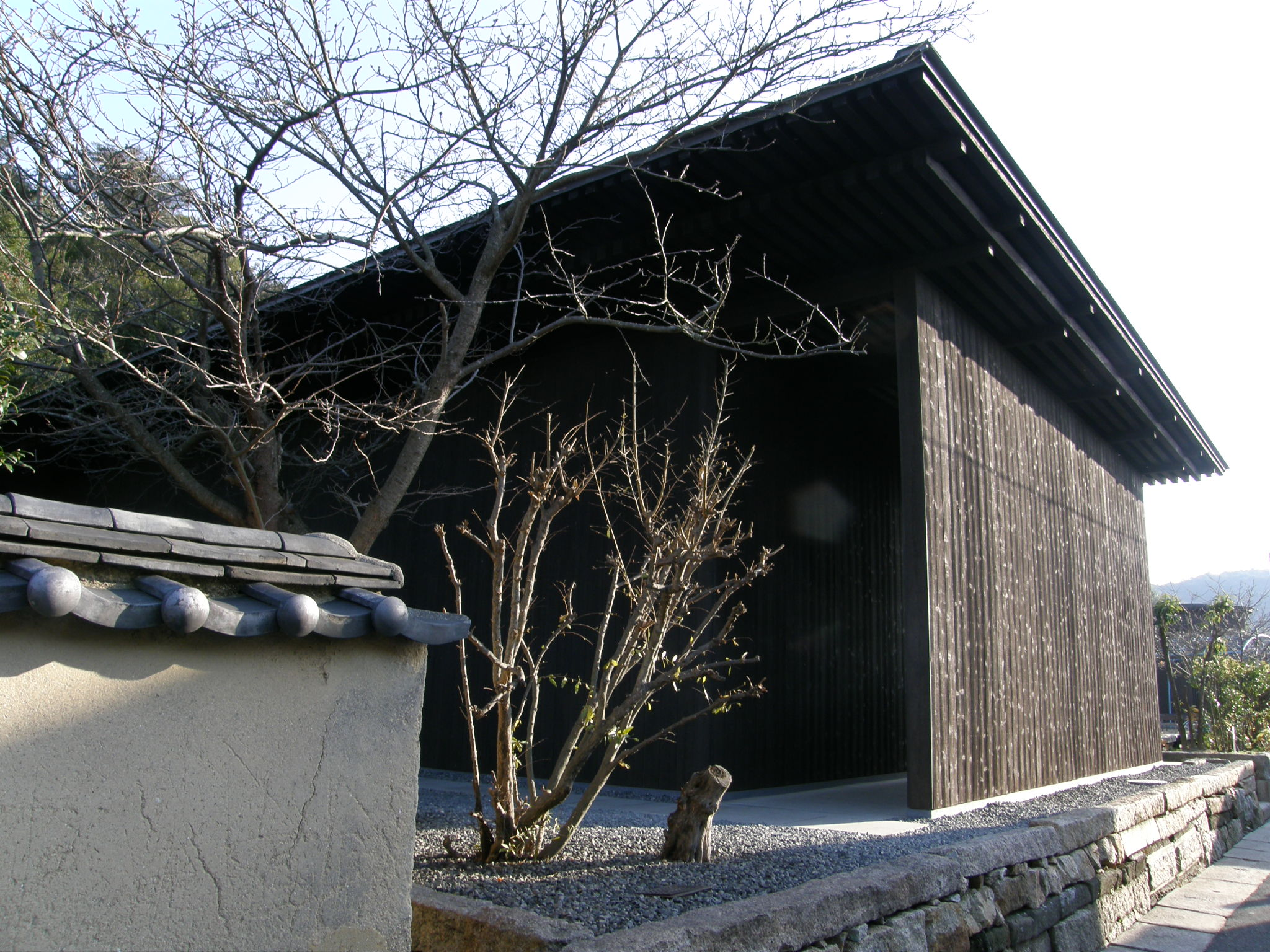
南寺（直島 家プロジェクト）

光の館（新潟県十日町市）- 2000年、越後妻有アートトリエンナーレの際作られた建物。
谷崎潤一郎の『陰翳礼讃』に着想を得て制作された。室内は間接照明を多用している。建物全体がタレルによってプロデュースされたもので、室内の照明の調光器には、タレルの指定した照度を示す印が付いており、作者自身が指定した光の環境を再現することができる。宿泊が可能であり、浴室「ライト・バス」を利用するには宿泊する必要がある。
『アウト・サイドイン』2000年制作
12畳の和室に設置された作品。天井に開口部があり、可動式の屋根を開け放つと開口部によって切り取られた空が現れる。畳に寝転びながら、空の光の色が刻々と変わる様を見ることができる。日没時と明け方には、各々1時間ほどのライトプログラムが設定されており、天井と壁面を照らす照明を変化させることで、切り取られた空の色の変化が際立って見える体験をすることができる。和室であるがゆえに、『ブルー・プラネット・スカイ』や『オープン・スカイ』など、他の「スカイ・スペース」シリーズとは異なる感覚を得ることができる。
『ライト・バス』2000年制作
浴室全体が作品である。浴槽と入口部分に光ファイバーによる照明が施されており、互いの顔も判別できないほどの闇の中にありながら、水中にある身体が発光し、身体の動揺とともに水面の光が揺れる様を体験できる。ロウソクからガス灯へ、ガス灯から電灯へと、絶えず明るさを求めていくに従い失った「陰翳」（そして光）の感性を取り戻すことができる。昼間では気付かないほど暗い照明によって実現する作品のため、体験するには夜間でなくてはならない。
- その他、建物内の各所に光の工夫がされており、自由に鑑賞できる。

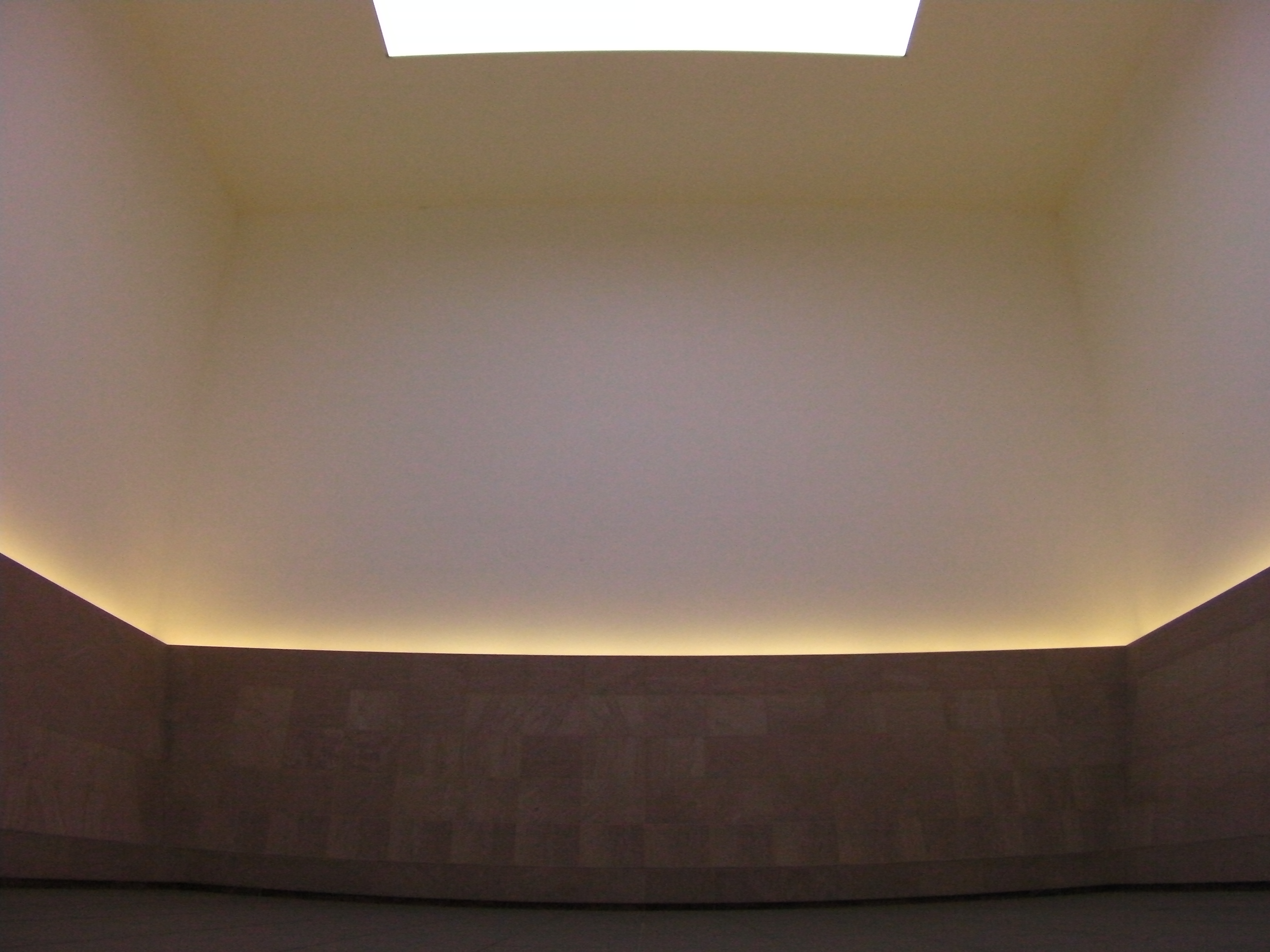
「タレルの部屋」（日没時）

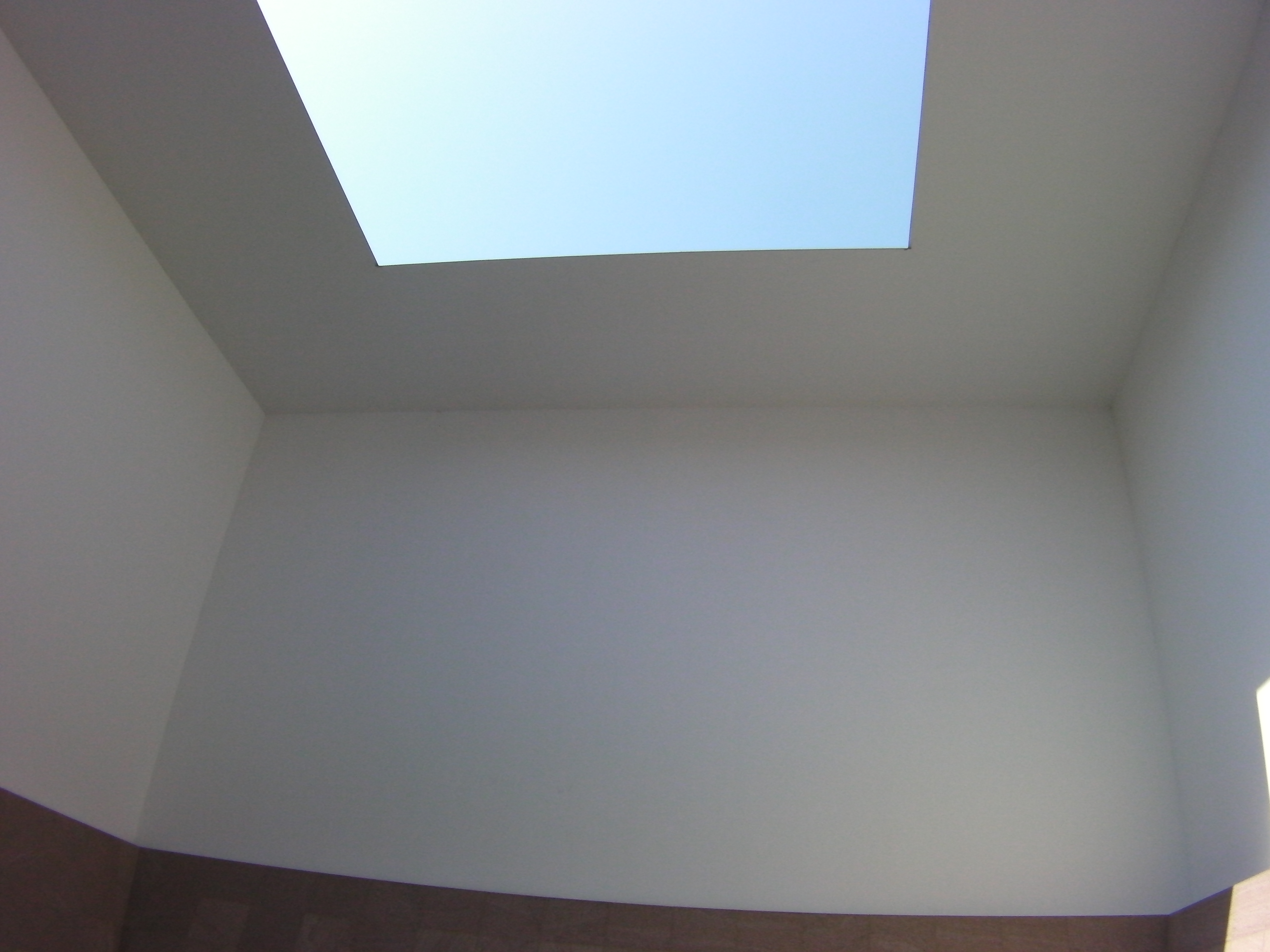
「ブルー・プラネット・スカイ」

金沢21世紀美術館（金沢市）
『ブルー・プラネット・スカイ』2004年制作 室内1,117x1,117cm、高さ850cm、開口部560x560cm
常設展示であり、無料で鑑賞可能。「タレルの部屋」として公開。部屋の壁に沿うように石造りのベンチになっており、そこに座って空を見上げる。開口部によって切り取られた空の色が絶えず移り行くさまを眺めることで、知覚に働き掛ける。日没時には壁面が照らされ、空の色が際立って変化するように感じられる。
『ガスワークス』1993年制作
「パーセプチュアル・セル」シリーズに属する作品。CTスキャンのような寝台に寝て、ガスタンク状の丸い物体に挿入され、その中で10～15分間（展示プログラムによって体験時間は異なる）変化し、明滅する光を体験する作品。常設展示ではなく、展示されている場合は要予約。
地中美術館（香川県直島町）
『アフラム、ペール・ブルー』1968年制作
「プロジェクション・ピース」シリーズに属する作品。プロジェクターで光を投影し、まるで壁から光の塊が飛び出して浮かんでいるように見える。
『オープン・フィールド』2000年制作
壁にうがたれた長方形の穴に青い光が満たされているように見える。その穴から中に入ることができ、中は影が一切なく、遠近感のない青い空間が無限に広がっているように感じる。振り返ると、穴の外の空間が黄色に見える。
『オープン・スカイ』2004年制作
四角い空間に大理石でできたベンチが設置され、天井に正方形の開口部がある。室内の天井全体が取り払われ、空の色の補色が白いはずの壁一面を覆うように感じる。日没時に開催されるツアー（オープン・スカイ・ナイト・プログラム。金土のみ実施、要予約）では、壁の影に埋め込まれたLEDが様々な色に変化することで、空と壁が様々な色に変わるような感覚を起こされる。
ベネッセアートサイト直島（香川県直島町）
家プロジェクト
『南寺（みなみでら）』1999年制作
明治時代まで寺のあった場所に、建物を新築し、内部にタレルのインスタレーション『バックサイド・オブ・ザ・ムーン』を展示。彼の『アパチャー』シリーズに属する、真っ暗の部屋に入って数分経つと目が慣れて光のスクリーンが見えてくるという、「暗闇に目が慣れる」という身体感覚を体感できる作品。南寺の場合、内部は完全な暗黒で自分の身体が視認できず自分自身が存在するという感覚を失うほどであり、しかも目が慣れるまで10～20分かかる最長のものであるため、体験中に感じる蘇生感や身体感覚の変化は強烈なものがある。入場制限があるため、しばしば待ち時間が生じる。
ベネッセハウスミュージアム
『ファースト・ライト 1989-90』1989年-1990年制作
光と闇をモチーフとした版画「ファースト・ライト」シリーズをベネッセハウス内に展示。
熊本市現代美術館（熊本市）
『ミルク・ラン・スカイ』2002年制作
図書館（ホーム・ギャラリー）に数人のアーティストの作品が恒久展示されており、そのうちの一つ。光の天蓋のように、天井にあるくぼみに光が満ちているように見える。1日に1回、光が変化していくプログラムが設定されている。
霧島アートの森（鹿児島県湧水町）
『NHK-lite』1998年制作 テレビスクリーン 35×45cmの開口部 5×3.4×3mの鑑賞空間
「マグネトロン・シリーズ」に属する作品。テレビスクリーンを模した開口部から、移りゆく光の色彩や陰影を鑑賞する。
名古屋市美術館（名古屋市）
『知覚の部屋－テレフォンブース；意識の変容』1992年制作
電話ボックスのような空間に、頭を入れることができるくぼみがあり、その中で変化し、明滅する光を体験することができる。自ら光をコントロールすることもできる。コレクションとして所蔵されており、常設展で公開される。
埼玉県立近代美術館（さいたま市）
『テレフォン・ブース（コール・ウェイティング）』1997年制作
名古屋市美術館のものと同様の作品。コレクションとして所蔵されており、MOMASコレクション（常設展）で公開される。
世田谷美術館（世田谷区）
『非日常の光景（テレフォンブース）』1997年制作 木・ネオン管,ストロボ,ハーフミラー、他 214.0×106.0×106.0cm
名古屋市美術館、埼玉県立近代美術館のものと同様の作品。コレクションとして所蔵されており、常設展で公開される。
CBコレクション（東京都）
『Carn』1990年制作 82.8x59cm(114x81cm) エッチング
『Untitled H(2-1-C)』2005年制作 61x81.6cm transmission light work
『Untitled III 01』2005年制作 36x58cm reflection light work
『Untitled X I B』2005年制作 71x37cm reflection light work
- プライベートコレクション所蔵作品であり、現在（2011年4月時点）は常設の展示スペースがないため公開されていない。

## 映画
- "Passageways"  - ポンピドゥー・センターが製作した、ローデン・クレーター・プロジェクトのプレゼンテーションに関するDVD

### インタビュー
- Article from ARK Finnish Architectural Review)
- EGG interview with James Turrell

### 美術館・展覧会・記事など
- 「光の館」で空を見る -デイリーポータルZ - ニフティ
- 金沢21世紀美術館コレクション
- 地中美術館
- インタヴュー ジェームズ・タレル (NTT インターコミュニケーションセンター)
- ローデン・クレーターのサイト
- ジェームズ・タレルに関する記事 - Art:21
- ジェームズ・タレルに関する記事 - BBC
- ジェームズ・タレル作品の写真 - Flickr